# جين روبرتس (لاعب كرة قدم أمريكية)
جين روبرتس (بالإنجليزية: Gene Roberts)‏ هو لاعب كرة قدم أمريكية أمريكي، ولد في 20 يناير 1923 في كانساس في الولايات المتحدة، وتوفي في 6 يوليو 2009 في إنديبندنس في الولايات المتحدة.

## وصلات خارجية
- جين روبرتس على موقع مرجع كرة القدم المحترفة.كوم (الإنجليزية)